# Роккурб-Минервуа
Рокку́рб-Минервуа́ (фр. Roquecourbe-Minervois) — коммуна во Франции, находится в регионе Лангедок — Руссильон. Департамент коммуны — Од. Входит в состав кантона Капандю. Округ коммуны — Каркасон.
Код INSEE коммуны — 11318.

## Население
Население коммуны на 2008 год составляло 122 человека.
| 1962 | 1968 | 1975 | 1982 | 1990 | 1999 | 2008 |
| ---- | ---- | ---- | ---- | ---- | ---- | ---- |
| 95   | 120  | 120  | 110  | 111  | 109  | 122  |

## Экономика
В 2007 году среди 80 человек в трудоспособном возрасте (15—64 лет) 59 были экономически активными, 21 — неактивными (показатель активности — 73,8 %, в 1999 году было 63,2 %). Из 59 активных работали 54 человека (29 мужчин и 25 женщин), безработных было 5 (3 мужчины и 2 женщины). Среди 21 неактивного 5 человек были учениками или студентами, 4 — пенсионерами, 12 были неактивными по другим причинам.